# Sparatutto con pistola ottica

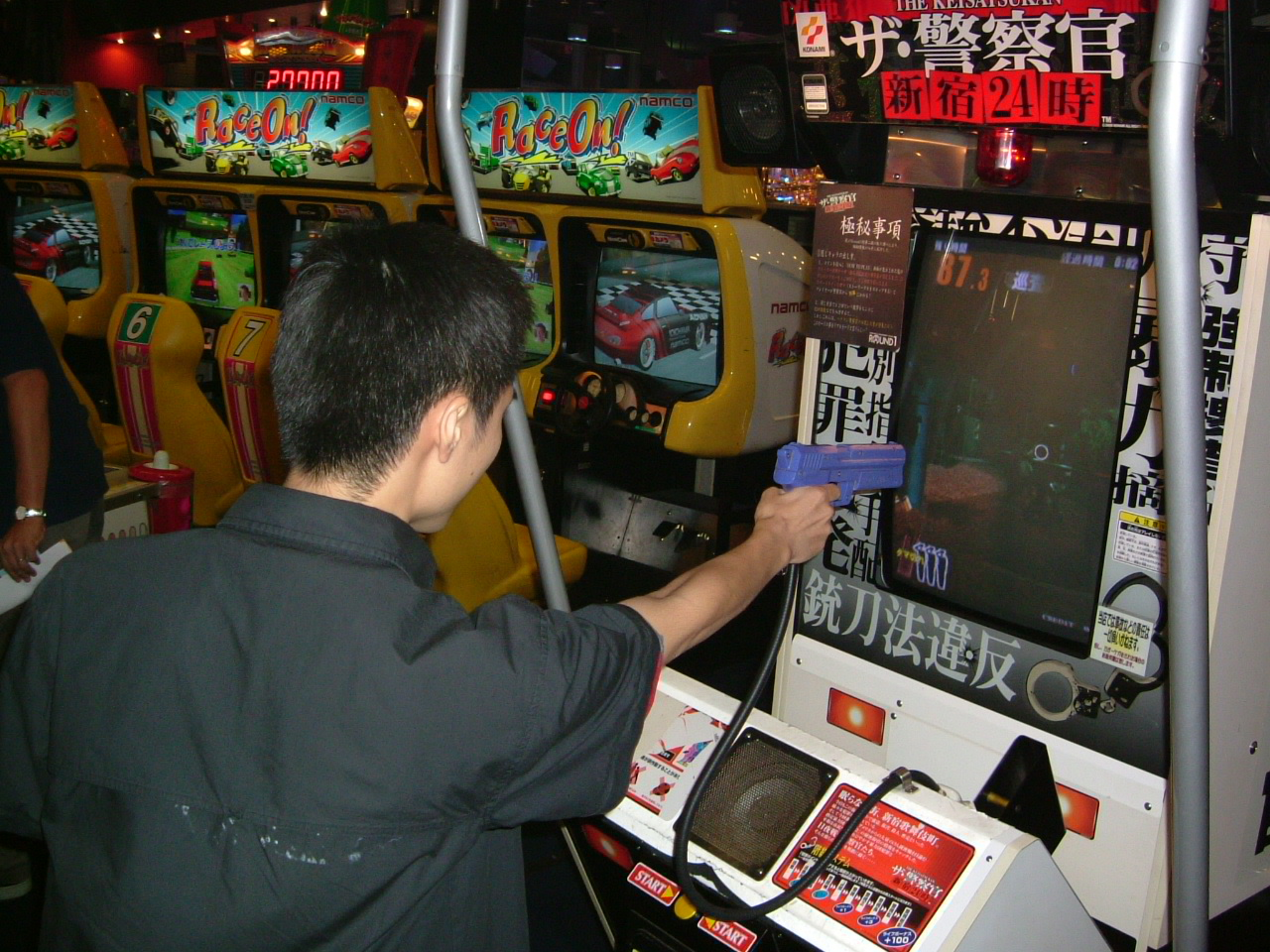
Un giocatore con in mano una light gun

Gli sparatutto con pistola ottica sono una sottocategoria degli sparatutto in prima persona basati su una più diretta simulazione virtuale di una vera e propria sparatoria (è più realistico impugnare un'arma, seppur finta, di un joystick o un joypad).
Il primo gioco ad utilizzare una pistola ottica (pistola che utilizza la luce) è stato Seeburg Ray-O-Lite nel 1936. Al tempo questo tipo di giochi da sala utilizzavano piccoli bersagli mobili su cui erano montati dei sensori fotosensibili che colpiti dal raggio di luce della pistola trasmettevano un segnale. I videogiochi attuali funzionano invece al contrario: il sensore infatti è inserito all'interno della pistola ed è il bersaglio sullo schermo ad emettere luce (il primo esempio si ebbe sul computer MIT Whirlwind) che l'arma interpreta come "oggetto a cui sparare".

## Pistole ottiche nei videogiochi
Solitamente le pistole ottiche sono imitazioni più o meno fedeli di armi realmente esistenti (come pistole o fucili) e sono utilizzate nel gioco esclusivamente per sparare e ricaricare i proiettili. Se la Pistola ottica dispone di un meccanismo di force feedback, è possibile anche simulare il rinculo dell'arma.
Le pistole ottiche sono molto popolari nelle sale giochi, ma il loro mercato è decisamente meno sviluppato per le console casalinghe probabilmente per via dei pochi giochi che ne prevedono l'uso, per il loro costo e per la differenza di ambiente rispetto alla sala giochi (per fare un esempio si può pensare alla grandezza dello schermo di casa).

## Meccanica di uno sparatutto

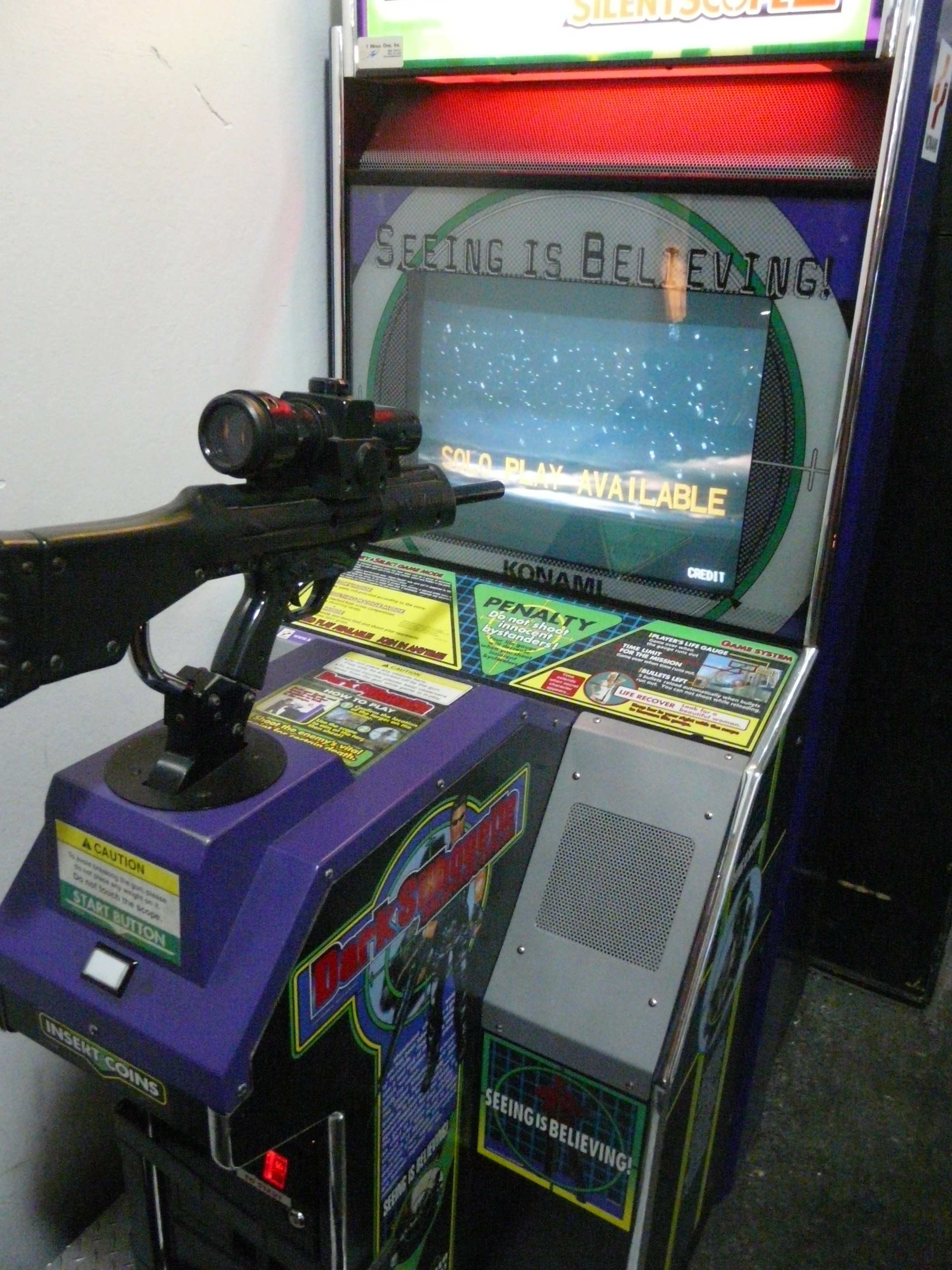
Silent Scope 2: Dark Silhouette

Solitamente uno sparatutto che utilizza una pistola ottica è caratterizzato da una certa frenesia (dovuta all'immediatezza dell'azione) e semplicità. Lo scopo del gioco è raggiungere la fine del livello colpendo (o uccidendo) tutti (o un certo numero) di bersagli. Con l'evoluzione della categoria sono state poi introdotte una serie di difficoltà, come bersagli da non centrare o l'obbligo di ricaricare l'arma, come nella realtà.
Alcuni giochi sono definibili anche sparatutto su rotaie o in inglese rail shooter, in quanto viene simulato anche il movimento del personaggio, con l'ambiente di sfondo che scorre in modo continuo. Si parla di "rotaie" poiché il movimento è predefinito e non direttamente controllabile dal giocatore, che si occupa solo di sparare.

## Sottocategorie
Questo tipo di giochi si divide in due grandi gruppi: sparatutto in cui gli avversari sono inermi e sparatutto in cui i bersagli reagiscono (e per questo, nei livelli vengono inseriti per il giocatore alcuni kit medici per curare le ferite).
Possiamo poi elencare diverse tipologie standard:
- sparatutto sportivi (tiro al piattello o al bersaglio).
- simulatori di caccia.
- polizieschi (solitamente divisi in missioni, in cui lo scopo è sparare al maggior numero di nemici senza essere uccisi).
- horror (in cui i bersagli solitamente appartengono all'immaginario, come morti viventi o mostri vari).

## Alcuni sparatutto famosi
- Duck Hunt
- Wild Gunman
- Silent Scope
- Time Crisis
- The House of the Dead
- Virtua Cop
- Point Blank
- Judge Dredd
- The Ocean Hunter
- Operation Wolf